# Мор, Джеральд
Джеральд Мор (англ. Gerald Mohr), полное имя Джеральд Леонард Мор (англ. Gerald Leonard Mohr; 11 июня 1914 — 9 ноября 1968) — американский актёр радио, кино и телевидения 1930—1960-х годов.
Значительную часть своей карьеры Мор проработал на радио, где сыграл более чем в 300 радиопьесах, часто исполняя роли частных детективов и крутых парней, в частности, в 1948—1951 годах играл заглавную роль в радиопостановке «Приключения Филипа Марлоу».
В период с 1939 по 1968 год Мор сыграл в 69 фильмах, среди которых к числу наиболее заметных относятся «Гильда» (1946), «Белокурая бандитка» (1949), «Девушка под прикрытием» (1950), «Выследить человека» (1950), «Детективная история» (1951), «Снайпер» (1952), «Свидание со смертью» (1959), «Стволы, девочки и гангстеры» (1959), «Злая красная планета» (1959) и «Смешная девчонка» (1968). В 1946—1947 годах Мор играл заглавную роль детектива-любителя Майкла Лэниарда по прозвищу Одинокий волк в фильмах «Пресловутый Одинокий волк» (1946), «Одинокий волк в Мексике» (1947) и «Одинокий волк в Лондоне» (1947).
В 1954—1955 годах Мор играл главную роль в шпионском телесериале «Иностранная интрига».

## Ранние годы и начало карьеры
Джеральд Мор родился 11 июня 1914 года в Нью-Йорке в процветающей семье высшего среднего класса, его матерью была венская певица Генриетта Нойштадт. После неожиданной смерти отца в 1917 году(по другим сведениям — в 1920 году) Джеральда воспитывали мать и дед по материнской линии, который был психоаналитиком, работавшим вместе с Зигмундом Фрейдом. Мор учился в престижной школе Dwight Preparatory School в Нью-Йорке, где научился умению играть а шахматы и обращаться с лошадью, в совершенстве овладел французским и немецким языками, и на всю жизнь полюбил игру на фортепиано.
Мор интересовался театром, литературой и музыкой, что в итоге привело его к карьере на местном нью-йоркском радио, когда он был еще студентом. Во время учёбы на подготовительном курсе Колумбийского университета Мор попал в больницу с аппендицитом, где познакомился с радиоведущим Андре Баручем (англ. Andre Baruch). Оценив приятный баритон и отличную дикцию Мора, Баруч решил, что тот отлично подойдёт для радио и организовал ему прослушивание. Благодаря своему мягкому ровному баритону Мор получил должность младшего репортёра и ведущего на радио CBS, став самым молодым репортёром сети. Джеральду Мору было всего 19 лет, но он встал на путь всей своей жизни. Его ранние амбиции пойти по стопам деда и стать психоаналитиком быстро уступили место мечтам о шоу-бизнесе.

## Карьера на радио и в театре
В середине 1930-х годов Мор стал одним из ведущих радиостанции WABC, ключевой станции сети CBS. Его голос привлек внимание Орсона Уэллса, который искал новые таланты для своего зарождающегося театра Mercury Theatre, объединившего ярких молодых исполнителей со вкусом к экспериментальному творчеству. Время, проведенное Мором в Mercury, было недолгим, но это привлекло к нему внимание мейнстримового театра. В 1935 году Мор произвел впечатление в небольшой роли бандита в спектакле «Окаменевший лес», главную роль в которой играл Хамфри Богарт. Последовало ещё несколько театральных ролей, однако радио продолжало играть в карьере Мора наиболее важную роль.
В 1938 году Мор переехал в Голливуд, где решил начать карьеру в кинематографе. Параллельно он постоянно работал в различных радиосериалах на Западное побережье США, вскоре став одним из самых занятых актеров голливудского радио. Уже в 1938 году Мор начал играть заглавную роль охотника в джунглях Юго-восточной Азии в популярном приключенческом радиосериале на основе комикса «Джим из джунглей». Он также стал постоянно играть в медицинском сериале «Доктор Кристиан» c Джином Хершолтом в заглавной доктора в маленьком городке (обычно Мору доставались роли антагонистов, но иногда и более симпатичные роли). Кроме того, его часто можно было услышать в таких радиошоу, как «Радиотеатр „Люкс“» или «Кавалькаде Америки». В предвоенные годы у Мора также было много ролей в таких радиосериалах, как «Тень Фу Манчу» и «Драма на первую полосу». В начале войны он несколько раз появился в документальной военной радиопрограмме Орсона Уэллса о южноамериканцах «Привет, американцы».
Во время Второй мировой войны Мор служил в Военно-воздушных силах. В этот период он также участвовал в программе «Крылья победы», которая рассказывала в драматической форме о реальных событиях ВВС США. После окончания войны Мор вернулся на радио, где начал делать карьеру в амплуа «Богарта категории В». Благодаря своему суровому, но умному голосу в сентябре 1948 года Мор получил заглавную роль легендарного лос-анджелесского частного детектива Филипа Марлоу в радиосериале «Приключения Филипа Марлоу». Всего вплоть до сентября 1951 года вышло 119 эпизодов этого сериала. Как отмечает историк радио Элизабет Маклеод, «в отличие от других частных раиодетективов того времени, Филип Марлоу у Мора не был насмешливым ироничным крутым парнем, который постоянно острил, подмигивал и ухмылялся… Марлоу Мора был настоящим человеком — усталым, упрямым и порядочным — который боролся с окружавшей его коррупцией и в то же время изо всех сил старался не дать ей развратить его. Рэймонд Чандлер высоко оценил игру Мора, и его образ этого персонажа остается каноническим образом крутого частного детектива».
В 1948 году Мор также играл частного детектива Майкла Линьярда в радиосериале «Одинокий волк». Мор работал и в других детективных драмах. В 1950 году он исполнял роль Арчи Гудвина, подручного тучного любителя орхидей Ниро Вулфа в радиосериале «Новые приключения Ниро Вульфа» с Сидни Гринстритом в заглавной роли. В 1949 году он пробовался на главную роль частного детектива в программе «Искренне Ваш, Джонни Доллар». Мор также работал в нескольких эпизодах радиосериала с Хамфри Богартом «Смелое предприятие» (1951—1952).
Вплоть до середины 1950-х годов Мор продолжал свою внештатную работу в широком спектре других радиопрограмм, работая в таких криминальных сериалах, как «Свистун», «Саспенс», «Побег», «Театр Деймона Раньона», «Преступление себя не окупает», «Галерея преступников» и «Я был коммунистом для ФБР», а также в радиовестернах «Ред Райдер», «Дымок из ствола», «Шестизарядник» и «Истории техасских рейнджеров». Он также сыграл в семи эпизодах «Супермена». Мор уверенно чувствовал себя и в более лёгком жанре, в частности, в программах «Наша мисс Брукс», а также в таких шоу, как «Лёгкие тузы», «Мэр города», «Мой любимый муж», Шоу Боба Бёрнса и Шоу Алана Янга, где продемонстрировал свой комический талант.

## Карьера в кинематографе
По словам историка кино Хэла Эриксона, в 1939 году Мора «исключительно благодаря его голосу» выбрали на его первую роль сильно замаскированного псевдо-медиума в детективном фильме «Чарли Чан и остров сокровищ» (1939). Далее последовала серия эпизодических ролей, в частности, он предстал в образе испанского посланника в историческом приключенческом экшне с Эрролом Флинном «Морской ястреб» (1940). Наконец, в 1941 году Мор получил свою первую крупную роль в приключенческом киносериале «Девушка из джунглей» (1941), где он играл главного злодея Слика Латимера. В том же году он сыграл гангстера в криминально-фантастическом хорроре категории В «Монстр и девушка» (1941).
В 1942 году в криминальной мелодраме «Одна опасная ночь» (1942) с Уорреном Уильямом в роли частного детектива по прозвищу Одинокий волк Мор появился в роли преступника, который планирует похитить драгоценности у нескольких богатых людей, однако его убивают во время осуществления этого плана. Мор снова сыграл гангстера в комедийном детективе Энтони Манна «Доктор Бродвей» (1942), а также в комедийном детективе с Барбарой Стэнвик «Леди из бурлеска» (1943). Эту роль Мору помог получить Орсон Уэллс, порекомендовав его режиссёру Уильяму Уэллману. В вестерне с участием Роя Роджерса «Король ковбоев» (1943) Мор был злодеем и лже-медиумом, который пытается подставить героя Роджерса в убийстве.
После службы в ВВС во время Второй мировой войны Мор вернулся к актёрской игре, сыграв в 1946 году в десяти фильмах. Одним из немногих появлений Мора в фильмах категории А стала краткая, но мощная роль в фильме нуар «Гильда» (1946) с Ритой Хейворт в заглавной роли. Роль ему снова помог получить Уэллс, который в то время был мужем Хейворт. Хотя Мор в роли капитана Дельгадо появляется на экране на несколько минут, тем не менее он добавляет возбуждения этой и без того сексуально заряженной картине. В романтической комедии «Великолепный мошенник» (1946) имя Мора стояло третьим в списке актёров, где он сыграл ловеласа и владельца сигаретной компании, за рекламным бюджетом которого охотятся главные герои этой картины. Кроме того, он сыграл важные роли в криминальных комедиях «Правда об убийстве» (1946) и «Опасный бизнес» (1946), а также в фильме нуар «Пропуск к опасности» (1946).
Как пишет историк кино Хэл Эриксон, «тёмный, жуликоватый на вид Мор в 1946 году был избран студией Columbia Pictures на роль вора, ставшего частным детективом Одиноким волком, в одноимённой серии криминальных комедий категории В». Его персонаж по имени Майкл Линьярд, бывший вор драгоценностей, переквалифицировавшийся в частного детектива, до того уже появился в 19 фильмах. Первым фильмом Мора в этой серии стал «Пресловутый Одинокий волк» (1946), где Мора критиковали за то, что он сыграл свою роль комично и произносил свои реплики в легкомысленной манере. Значительная часть критики происходила, видимо, ещё и от того, что Мор сменил в этой роли популярного актёра Уильяма Уоррена, который сыграл эту роль в девяти фильмах. В 1947 году последовали ещё два фильма серии. «Одинокий волк в Мексике» (1947) имел чудесную загадочную детективную историю с настоящими бриллиантами, фальшивыми драгоценностями, мошенническим казино, взломом сейфа и парочкой убийств. Однако фильму не хватало аутентичности, так как при том, что действие происходит в Мехико, он был полностью снят в студийном павильоне без уличных съёмок. «Одинокий волк в Лондоне» (1947) продемонстрировал лучшую игру Мора в сериале, и эта серия оказалась для него последней. К этому моменту Мор чувствовал себя значительно уверенней, играя честного человека, которого Скотленд-Ярд обвиняет в краже бриллиантов Глаза Нила, и в результате Одинокому волку приходится самому раскрыть эту кражу.
В 1948—1949 годах Мор появился лишь в трёх фильмах — комедийном музыкальном вестерне «Два парня их Техаса» (1948) с комическим дуэтом Деннис Морган — Джек Карсон в главных ролях, а также в музыкально-романтической комедии с Дороти Ламур «Слегка французский» (1949). Его третьей картиной был фильм нуар «Белокурая бандитка» (1949), где Мор сыграл главную мужскую роль умного и интеллигентного главаря преступной банды, который при этом способен на любовь и благородные поступки. По мнению современного критика Хэла Эриксона, это «проходной фильм студии Republic»,… где «ведущие актёры предлагают поверхностную игру, за исключением Мора, манера которого „шутить со смыслом“ освежает роль».
В фильме нуар «Девушка под прикрытием» (1950) с Алексис Смит в заглавной роли молодой сотрудницы полиции, которую внедряют в банду наркоторговцев, Мор сыграл психического главаря этой банды, который, как выясняется, в своё время убил её отца. Мор также сыграл в фильме нуар «Выследить человека» (1950), представ в образе молодого преуспевающего бизнесмена, оказывающегося одним из подозреваемых в убийстве. Историк кино Деннис Шварц отметил Мора наряду с несколькими другими «колоритными характерными актёрами в ролях второго плана».
В 1951 году Мор сыграл роль второго плана, представ в образе майора французской армии в военном фильме нуар с Хамфри Богартом «Сирокко» (1951), действие которого происходит в разгар Сирийского восстания в 1925 году. В полицейском фильме нуар «Детективная история» (1951) Мор сыграл небольшую роль управляющего букмекерской конторой и обходительного любовника жены главного героя, детектива Джима Маклеода (Кирк Дуглас). В том же году Мор сыграл «злобного халифа Эль-Рифа Хуссейна» в приключенческом фильме о Французском Иностранном легионе с Бертом Ланкастером «Десять высоких мужчин» (1951).
Год спустя Мор вернулся к фильмам категории В, сыграв в восьми картинах. В фильме нуар Эдварда Дмитрика «Снайпер» (1952) он появился в роли полицейского детектива, сержанта Джо Ферриса, который под руководством своего босса (Адольф Менжу) ведёт охоту на психически больного серийного убийцу на улицах Сан-Франциско. У Мора была заметная роль главаря преступной банды в вестерне с Оди Мерфи «Дуэль на Силвер-крик» (1952). Он также сыграл одну из главных ролей ведущего теленовостей в классической фантастической драме эпохи Холодной войны о нападении неназванной коммунистической державы «Вторжение в США» (1952). В спортивной мелодраме «Ринг» (1952) Мор снялся в роли крутого наставника и менеджера перспективного молодого мексиканско-американского боксёра с улиц восточного Лос-Анджелеса. Наконец, в приключенческом фильме «Сын Али-бабы» (1952) Мор был капитаном Юссеффом, который возглавляет военную академию в средневековой Персии, одним из курсантов которой является заглавный герой фильма (Тони Кёртис).
В 1953 году Мор исполнил роли в четырёх фильмах, среди которых приключенческий экшн «Захватчики семи морей» (1953) о пиратах XVII века, где он «сильно сыграл бесчестного испанского дворянина». Также он в очередной раз появился в роли бандита, который «используется молодого героя», в биографической музыкальной драме «История Эдди Кантора» (1953). В музыкальной комедии с Дином Мартином и Джерри Льюисом «Деньги из дома» (1954) Мор является жокеем, связанным с мафией, который пытается отбить девушку у Мартина. После съёмки в роли капитана ВВС в военной драме о Корейской войне «Эскадрилья Стрекоза» (1954), Мор сделал перерыв в кинокарьере в связи со съёмками в главной роли в сериале «Иностранная интрига» (1954—1955), которые проходили в Европе.
В вестерне «Леди в лосинах» (1957) Мор сыграл крутого разбойника, влюблённого в заглавную героиню (Патрисия Медина), которая влюбляется в другого, что приводит к драматичной развязке. Год спустя вышел психологический хоррор «Мой мир умирает с криком» (1958), где герой Мора в надежде излечить свою жену (Кэти О’Доннелл), привозит её в старинную усадьбу во Флориде, где в детстве она была свидетельницей жестокого убийства и с тех пор страдает серьёзной психической травмой.
В 1959 году у Мора была три фильма, среди которых фильм нуар «Свидание со смертью» (1959), где он был бродягой, принявшем облик убитого детектива, которому поручено избавить маленький городок от гангстеров. В сексуальном триллере «Девушки, оружие и гангстеры» (1959) Мор сыграл бывшего заключённого, который планирует вооружённое ограбление грузовика вместе с очаровательной Мейми Ван Дорен. Культовый классический фильм «Злая красная планета» (1959) многие называют «настолько плохим, что он хорош». Мор в этой картине исполнил главную роль полковника Томаса О’Банниона, командира космического корабля, который прибывает с исследовательской миссией на Марс. В 1960 году он сыграл одну из главных ролей лейтенанта полиции в драме о вражде подростковых банд «Эта порода бунтарей» (1960).
В пародийном вестерне «История Дикого Запада» (1964), который снимался в Швеции, Мор сыграл «классического злодея в черном, с двумя пистолетными ремнями». Последний раз Мор появился на большом экране в образе мошенника Тома Бранки в классической музыкальной комедии «Смешная девчонка» (1968) с Барбарой Стрейзанд в главной роли. В этом фильме Мор сыграл Тома Бранку, владельца ночного клуба и одного из друзей Никки Арнстейна (Омар Шариф), который даёт гордому, но погрязшему в долгах Никки отличную работу в казино.

## Карьера на телевидении
Как отмечает историк радио Элизабет Маклеод, «когда телевидение вытеснило фильмы категории В, Мор легко перешёл в эту новую сферу деятельности». В период с 1951 по 1968 год Мор снялся в 193 эпизодах 85 различных телесериалов.
В 1954—1955 годах, в заключительном четвёртом сезоне шпионского телесериала «Иностранная интрига» (1954—1955, 40 эпизодов) Мор играл главную роль «напоминающего Богарта» Кристофера Сторма, американского тайного правительственного агента, работающего под прикрытием владельцем кафе в Вене.
Как далее пишет Маклеод, «напор вестернов, появившихся на телевидении в конце пятидесятых и начале шестидесятых, стал хлебом с маслом для Мора в течение многих лет. За эти годы он снялся более чем в дюжине различных вестерн-сериалов, почти всегда в роли злодея». Он, в частности, сыграл в таких вестерн-сериалах, как «Шайенн» (1956—1961, 2 эпизода), «Мэверик» (1957—1961, 7 эпизодов), «Калифорнийцы» (1958), «Разыскивается живым или мёртвым» (1958), «Шугарфут» (1958—1959), «Бронко» (1958—1962, 3 эпизода), «Техасец» (1959), «Мужественные всадники» (1959), «Сыромятная плеть» (1959), «Джонни Ринго» (1959), «Истории Уэллс-Фарго» (1959), «Бэт Мастерсон» (1959—1961, 2 эпизода), «Представитель закона» (1960), «Помощник шерифа» (1960), «Сухопутный маршрут» (1960), «Дилижанс на Запад» (1960), «Разбойники» (1960—1961, 3 эпизода), «Бонанза» (1960—1968, 3 эпизода), «Стрелок» (1962), «Дни в Долине смерти» (1966), «Пистолеты и юбочки» (1966), «Ларедо» (1967) и «Большая долина», эпизод которой вышел в 1969 году уже после смерти Мора. По мнению Маклеод, «одной из самых запоминающихся ролей Мора на телевидении в вестернах была роль стрелка Дока Холлидея в эпизоде „Семя обмана“ вестерна „Мэверик“ (1958). Талант Мора как при создании угрозы, так и сдержанной комедии никогда не проявлялся лучше, чем в этой роли».
Мор также играл в таких криминальных и судебных сериалах, как «Сансет-Стрип, 77» (1959—1961, 2 эпизода), «Гавайский детектив» (1959—1963, 3 эпизода), «Перри Мейсон» (1961—1966, 4 эпизода), «Король бриллиантов» (1961), «Сёрфсайд, 6» (1962), «Третий человек» (1962) и «Агенты А.Н.К.Л.» (1965).
В ноябре 1968 года Мор исполнил главную роль американского адвоката в шведском криминальном телефильме «Частный вход» (1968), который должен был стать пилотным фильмом нового телесериала. Однако этот телефильм стал последней работой Мора.

## Актёрское амплуа и оценка творчества
Высокого роста (188 см), тёмный, с волосатой грудью, Мор, по словам Элизабет Маклеод, «не был классически красивым, но привлекательным в грубовато-мужественном смысле», что позволяло ему выглядеть «настолько крутым парнем, насколько мог бы выглядеть любой актёр». Как продолжает Маклеод, «он был из тех актёров, которых можно было ожидать увидеть в ролях суровых, мужественных, но вдумчивых персонажей… Мор был одним из самых жёстких, но в то же время самых утончённых актёров».
Вместе с тем, как замечает Маклеод, «не внешность Мора сделала его судьбу, а его голос». Его богатый, фактурный баритон привел его на радио в 1930-е годы и обеспечивал его постоянной работой в следующие двадцать лет. Как отмечено в биографии актёра на сайте Old Time Radio, «Мор не был, вероятно, самым известным актёром своего времени, но он был одним из самых занятых». Помимо 73 фильмов и более чем 100 телешоу на его счету было 400 радиопрограмм. По мнению Маклеод, «настоящим наследием актера остаются его достижения на радио, где он отбил у пародистов клише крутого детектива и доказал, что их можно подавать серьёзно, без преувеличений или смеха. Он был незаменимым крутым парнем на радио, но у его персонажей всегда было сердце».
Что касается кино, то, как отметил киновед Гэри Брамбург, «сильное сходство с Хамфри Богартом, безусловно, помогло Мору получать роли в фильмах нуар». По словам Маклеод, «как и Богарт, Мор часто играл в кино „суровых антигероев и вдумчивых злодеев“. Но в то время, как сам Богарт быстро поднялся до звёздного уровня в кино, Мор оставался неотъемлемой частью фильмов категории B», в которых часто исполнял роли злодеев, но «плохие парни Мора не несли зрителям ночных кошмаров, а скорее делали героев более героическими».

## Личная жизнь
Джеральд Мор был женат дважды. С 1939 года и вплоть до развода в 1957 году он был женат на своей школьной любви Рите Леонар Голдстейн (англ. Rita Lenore Goldstein). В 1957 году она подала на развод, указав в качестве причины «душевные страдания и мучения». Рита добилась права опеки над их сыном Энтони и получила их дом в Шерман-Окс. Сын Энтони, Джеффри Мор, который родился в 1947 году, стал членом Верховного суда округа Лос-Анджелес, и принимал участие в рассмотрении многих резонансных дел.
В 1958 году Мор женился на Мэй Сантакроче (англ. Mai Santacroce), с которой познакомился во время работы в сериале «Иностранная интрига» (1954—1955).
В частной жизни Мор был во всех отношениях учтивым европейцем с аристократическими манерами, он был любителем изысканных вещей и коллекционером редких книг. Вне работы он никак не проявлял свою звёздность и вёл образ жизни обычного человека.

## Смерть
В сентябре 1968 года Мор приехал в Стокгольм для съёмок пилотного эпизода телесериала «Частный вход» (1968). Вскоре после завершения съёмок у Мора произошёл роковой сердечный приступ, от которого он умер 9 ноября 1968 года в Стокгольме, Швеция, в возрасте 54 лет.

## Фильмография
| Год         |    | Русское название                     | Оригинальное название                  | Роль                                                    |
| ----------- | -- | ------------------------------------ | -------------------------------------- | ------------------------------------------------------- |
| 1939        | ф  | Панамский патруль                    | Panama Patrol                          | пилот                                                   |
| 1939        | ф  | Чарли Чан на Острове сокровищ        | Charlie Chan at Treasure Island        | доктор Зодиак (в титрах не указан)                      |
| 1939        | ф  | Дочь экономки                        | The Housekeeper's Daughter             | гангстер (в титрах не указан)                           |
| 1939        | ф  | Любовный роман                       | Love Affair                            | мужчина (в титрах не указан)                            |
| 1939        | ф  | Контрабандисты из общества           | Society Smugglers                      | лакей (в титрах не указан)                              |
| 1940        | ф  | Морской ястреб                       | The Sea Hawk                           | испанский посленец (в титрах не указан)                 |
| 1941        | ф  | Девушка джунглей                     | Jungle Girl                            | Слик Латимер                                            |
| 1941        | ф  | Монстр и девушка                     | The Monster and the Girl               | Манн                                                    |
| 1941        | ф  | Мы идём быстро                       | We Go Fast                             | Набоб Боррии                                            |
| 1942        | ф  | Доктор Бродвей                       | Dr. Broadway                           | Ред                                                     |
| 1942        | ф  | У леди есть планы                    | The Lady Has Plans                     | Джо Скалси                                              |
| 1943        | ф  | Король ковбоев                       | King of the Cowboys                    | Морис, медиум                                           |
| 1943        | ф  | Леди из бурлеска                     | Lady of Burlesque                      | Луи Гриндеро                                            |
| 1943        | ф  | Убийство на Таймс-сквер              | Murder in Times Square                 | О’Делл Гиссинг                                          |
| 1943        | ф  | Одна опасная ночь                    | One Dangerous Night                    | Гарри Купер                                             |
| 1943        | ф  | Рыжая из Манхеттена                  | Redhead from Manhattan                 | Чак Эндрюс                                              |
| 1943        | ф  | Песня пустыни                        | The Desert Song                        | Хассан (в титрах не указан)                             |
| 1946        | ф  | Человек-кот из Парижа                | The Catman of Paris                    | инспектор Северен                                       |
| 1946        | ф  | Опасный бизнес                       | Dangerous Business                     | Дюк                                                     |
| 1946        | ф  | Гильда                               | Gilda                                  | капитан Дельгадо                                        |
| 1946        | ф  | Парень мог измениться                | A Guy Could Change                     | Эдди Реймонд                                            |
| 1946        | ф  | Невидимый информатор                 | The Invisible Informer                 | Эрик Бэйлор                                             |
| 1946        | ф  | Великолепный мошенник                | The Magnificent Rogue                  | Марк Таунли                                             |
| 1946        | ф  | Пресловутый Одинокий волк            | The Notorious Lone Wolf                | Майкл Лэнъярд/Одинокий волк                             |
| 1946        | ф  | Ключ к опасности                     | Passkey to Danger                      | Малколм Тобер                                           |
| 1946        | ф  | Правда об убийстве                   | The Truth About Murder                 | Джонни Лэкка                                            |
| 1946        | ф  | Молодая вдова                        | Young Widow                            | Уолтер, волк (в титрах не указан)                       |
| 1947        | ф  | Известно только небесам              | Heaven Only Knows                      | Тризон                                                  |
| 1947        | ф  | Одинокий волк в Лондоне              | The Lone Wolf in London                | Майкл Лэнъярд                                           |
| 1947        | ф  | Одинокий волк в Мексике              | The Lone Wolf in Mexico                | Майкл Лэнъярд                                           |
| 1948        | ф  | Два парня из Техаса                  | Two Guys from Texas                    | Линк Джессап                                            |
| 1950        | ф  | Белокурая бандитка                   | The Blonde Bandit                      | Джо Сапелли                                             |
| 1950        | ф  | Выследить человека                   | Hunt the Man Down                      | Уолтер Лонг                                             |
| 1950        | ф  | Девушка под прикрытием               | Undercover Girl                        | Рид Мениг                                               |
| 1951        | ф  | Детективная история                  | Detective Story                        | Тами Джакоппетти                                        |
| 1951        | ф  | Сирокко                              | Sirocco                                | майор Жан Леон                                          |
| 1951        | ф  | Десять высоких мужчин                | Ten Tall Men                           | Кайид Хуссейн                                           |
| 1951        | с  | Час театра «Форда»                   | The Ford Theatre Hour                  | (1 эпизод)                                              |
| 1951        | с  | Звёзды над Голливудом                | Stars Over Hollywood                   | (1 эпизод)                                              |
| 1952        | ф  | Дуэль на Силвер-Крик                 | The Duel at Silver Creek               | Род Лейси                                               |
| 1952        | ф  | Вторжение в США                      | Invasion, U.S.A.                       | Винс Поттер                                             |
| 1952        | ф  | Ринг                                 | The Ring                               | Пит Джануза                                             |
| 1952        | ф  | Снайпер                              | The Sniper                             | сержант полиции Джо Феррис                              |
| 1952        | ф  | Сын Али-Бабы                         | Son of Ali Baba                        | капитан Юссеф                                           |
| 1952        | с  | Шоу Джорджа Бернса и Грейси Аллен    | The George Burns and Gracie Allen Show | Клод Мейсон, жиголо (1 эпизод)                          |
| 1952        | с  | Небесный король                      | Sky King                               | радиоведущий (1 эпизод)                                 |
| 1952—1954   | с  | Моя подруга Ирма                     | My Friend Irma                         | разные роли (4 эпизода)                                 |
| 1953        | ф  | История Эдди Кантора                 | The Eddie Cantor Story                 | Рокки Крамер                                            |
| 1953        | ф  | Деньги из дома                       | Money from Home                        | маршалл Престон                                         |
| 1953        | ф  | Захватчики семи морей                | Raiders of the Seven Seas              | капитан Хосе Сальседо                                   |
| 1953        | с  | Голливудская премьера                | Hollywood Opening Night                | (1 эпизод)                                              |
| 1953        | с  | Я люблю Люси                         | I Love Lucy                            | доктор Генри Молин (1 эпизод)                           |
| 1954        | ф  | Эскадрилья «Стрекоза»                | Dragonfly Squadron                     | капитан Макинтайр                                       |
| 1954        | с  | Театр четырёх звёзд                  | Four Star Playhouse                    | (1 эпизод)                                              |
| 1954 —1955  | с  | Письмо к Лоретте                     | Letter to Loretta                      | разные роли (2 эпизода)                                 |
| 1954— 1955  | с  | Иностранная интрига                  | Foreign Intrigue                       | Кристофер Сторм (40 эпизодов)                           |
| 1955        | с  | Это всегда Джен                      | It's Always Jan                        | (1 эпизод)                                              |
| 1956        | с  | Театр звезд «Шлитца»                 | Schlitz Playhouse of Stars             | (1 эпизод)                                              |
| 1956        | с  | Персональный секретарь               | Private Secretary                      | Брейли Торнтон (1 эпизод)                               |
| 1956        | с  | Кульминация                          | Climax!                                | Куинн (1 эпизод)                                        |
| 1956        | с  | Перекрёстки                          | Crossroads                             | Майкл (1 эпизод)                                        |
| 1956        | с  | Warner Brothers представляют         | Warner Brothers Presents               | (1 эпизод)                                              |
| 1956        | с  | Театр Зейна Грея                     | Zane Grey Theater                      | Веринго, главарь разбойников (1 эпизод)                 |
| 1956—1961   | с  | Шайенн                               | Cheyenne                               | разные роли (2 эпизода)                                 |
| 1957        | ф  | Леди в коже                          | The Buckskin Lady                      | Слингер                                                 |
| 1957        | с  | Театр О. Генри                       | The O. Henry Playhouse                 | Док Джеймс (1 эпизод)                                   |
| 1957        | с  | Конфликт                             | Conflict                               | доктор Мосс (1 эпизод)                                  |
| 1957 —1960  | с  | Шоу Реда Скелтона                    | The Red Skelton Show                   | разные роли (4 эпизода)                                 |
| 1957—1961   | с  | Мэверик                              | Maverick                               | разные роли (7 эпизодов)                                |
| 1958        | ф  | Террор в доме с привидениями         | My World Dies Screaming                | Филип Тирни                                             |
| 1958        | с  | Мишень                               | Target                                 | (1 эпизод)                                              |
| 1958        | с  | Разыскивается живым или мёртвым      | Wanted: Dead or Alive                  | Лео Торранс (1 эпизод)                                  |
| 1958        | с  | Театр «Алкоа»                        | Alcoa Theatre                          | Джейсон Николс (1 эпизод)                               |
| 1958        | с  | Калифорнийцы                         | The Californians                       | Блэки Стюарт (1 эпизод)                                 |
| 1958        | с  | Территория Тумстон                   | Tombstone Territory                    | Док Холлидэй (1 эпизод)                                 |
| 1958        | с  | Как выйти замуж за миллионера        | How to Marry a Millionaire             | Стерлинг Трейси (1 эпизод)                              |
| 1958        | с  | Театр «Goodyear»                     | Goodyear Theatre                       | Джейсон Николс (1 эпизод)                               |
| 1958        | с  | Люблю эту Джилл                      | Love That Jill                         | Марио Торелли (1 эпизод)                                |
| 1958 —1959  | с  | Бронко                               | Bronco                                 | разные роли (3 эпизода)                                 |
| 1958— 1959  | с  | Шугарфут                             | Sugarfoot                              | разные роли (2 эпизода)                                 |
| 1959        | ф  | Злая красная планета                 | The Angry Red Planet                   | полковник Томас О’Бэннион                               |
| 1959        | ф  | Стволы, девочки и гангстеры          | Guns Girls and Gangsters               | Чарльз «Чак» Уилер                                      |
| 1959        | ф  | Свидание со смертью                  | Date with Death                        | Майк Мейсон / Луис Деверман                             |
| 1959        | с  | Сыромятная плеть                     | Rawhide                                | Брэд Морган (1 эпизод)                                  |
| 1959        | с  | Суровые всадники                     | The Rough Riders                       | Бен Сэбиер (1 эпизод)                                   |
| 1959        | с  | Техасец                              | The Texan                              | полковник Гарсон (1 эпизод)                             |
| 1959        | с  | Джонни Ринго                         | Johnny Ringo                           | Барни Чизом (1 эпизод)                                  |
| 1959        | с  | Натянутый канат                      | Tightrope                              | Майк Коновер (1 эпизод)                                 |
| 1959 — 1960 | с  | Шой «Дюпон» с Джун Эллисон           | The DuPont Show with June Allyson      | разные роли (2 эпизода)                                 |
| 1959 —1961  | с  | Бэт Мастерсон                        | Bat Masterson                          | разные роли (2 эпизода)                                 |
| 1959—1961   | с  | Сансет-Стрип, 77                     | 77 Sunset Strip                        | разные роли (2 эпизода)                                 |
| 1959 — 1963 | с  | Гавайский детектив                   | Hawaiian Eye                           | разные роли (3 эпизода)                                 |
| 1960        | ф  | Бунтарская порода                    | This Rebel Breed                       | лейтенант Роберт Брукс                                  |
| 1960        | с  | Истории Уэллс-Фарго                  | Tales of Wells Fargo                   | Дэн Малвэйни (1 эпизод)                                 |
| 1960        | с  | Представитель закона                 | Lawman                                 | напёрсточник (1 эпизод)                                 |
| 1960        | с  | Дилижанс на Запад                    | Stagecoach West                        | Бен Марбл (1 эпизод)                                    |
| 1960        | с  | Аквантавты                           | The Aquanauts                          | Пит Бердетт (1 эпизод)                                  |
| 1960        | с  | Сухопутный маршрут                   | Overland Trail                         | Джеймс Ривис (1 эпизод)                                 |
| 1960        | с  | Шоу Бетти Хаттон                     | The Betty Hutton Show                  | Майлс Хэмилтон (1 эпизод)                               |
| 1960        | с  | Аляскинцы                            | The Alaskans                           | Стремительный Чарли (1 эпизод)                          |
| 1960— 1968  | с  | Бонанза                              | Bonanza                                | разные роли (3 эпизода)                                 |
| 1960        | с  | Помощник шерифа                      | The Deputy                             | Дастин Гроут (1 эпизод)                                 |
| 1960        | с  | Люди в космосе                       | Men Into Space                         | доктор Бернард Буш (1 эпизод)                           |
| 1960        | с  | Шоу Барбары Стэнвик                  | The Barbara Stanwyck Show              | Чарли Кэхилл (1 эпизод)                                 |
| 1960        | с  | Харриган и сын                       | Harrigan and Son                       | Трейси Оукхёрст (1 эпизод)                              |
| 1960— 1961  | с  | Вне закона                           | Outlaws                                | разные роли (3 эпизода)                                 |
| 1961        | с  | Случай опасного Робина               | The Case of the Dangerous Robin        | (1 эпизод)                                              |
| 1961        | с  | Король бриллиантов                   | King of Diamonds                       | разные роли (2 эпизода)                                 |
| 1961—1962   | с  | Программа Джека Бенни                | The Jack Benny Program                 | разные роли (2 эпизода)                                 |
| 1961— 1966  | с  | Перри Мейсон                         | Perry Mason                            | разные роли (4 эпизода)                                 |
| 1962        | с  | Сёрфсайд 6                           | Surfside 6                             | разные роли (2 эпизода)                                 |
| 1962        | с  | Шоу Дика Пауэлла                     | The Dick Powell Show                   | Джерри Плаурайт (1 эпизод)                              |
| 1962        | с  | Стрелок                              | The Rifleman                           | Уиллард Прескотт (1 эпизод)                             |
| 1962        | с  | Парашютный трос                      | Ripcord                                | разные роли (2 эпизода)                                 |
| 1962        | с  | Третий человек                       | The Third Man                          | Пол Портелл (1 эпизод)                                  |
| 1964        | ф  | История Дикого запада                | Wild West Story                        | лейтенант Энрико Гонзалес                               |
| 1965        | тф | Шоу Браво Дюка                       | The Bravo Duke                         | Дюк                                                     |
| 1965        | с  | Правосудие Берка                     | Burke's Law                            | Пол Шрайнер (1 эпизод)                                  |
| 1965        | с  | Агенты А.Н.К.Л.                      | The Man from U.N.C.L.E.                | Йозеф Ван Шритен (1 эпизод)                             |
| 1965        | с  | Жулики                               | The Rogues                             | Карл Вотриан (1 эпизод)                                 |
| 1965        | с  | Шоу братьев Смотерс                  | The Smothers Brothers Show             | Джои Сэксон (1 эпизод)                                  |
| 1965        | с  | Семейные ценности                    | The Family Jewels                      | актёр в фильме про полёт (1 эпизод, в титрах не указан) |
| 1966        | с  | Пистолеты и юбочки                   | Pistols 'n' Petticoats                 | Пит (1 эпизод)                                          |
| 1966        | с  | Путешествие на дно океана            | Voyage to the Bottom of the Sea        | Атос Вадим (1 эпизод)                                   |
| 1966        | с  | Интуиция                             | Insight                                | Оукли (1 эпизод)                                        |
| 1966        | с  | Затерянные в космосе                 | Lost in Space                          | Морбус (1 эпизод)                                       |
| 1966        | с  | Дни в Долине смерти                  | Death Valley Days                      | Андрес Пико (1 эпизод)                                  |
| 1967        | с  | Ларедо                               | Laredo                                 | цыган Джон Фуэнте (1 эпизод)                            |
| 1967        | с  | Девушка из А.Н.К.Л.                  | The Girl from U.N.C.L.E.               | Доссетти (1 эпизод)                                     |
| 1967        | с  | Стальной жеребец                     | Iron Horse                             | Прескотт Уебб (1 эпизод)                                |
| 1967        | с  | Час приключений Супермена и Аквамена | The Superman/Aquaman Hour of Adventure | офицер армии каменных людей (1 эпизод)                  |
| 1968        | ф  | Смешная девчонка                     | Funny Girl                             | Бранка                                                  |
| 1968        | тф | Частный вход                         | Private Entrance                       | Джефф Ландерс                                           |
| 1968        | с  | Шоу Люси                             | The Lucy Show                          | Руби (1 эпизод)                                         |
| 1969        | с  | Большая долина                       | The Big Valley                         | доктор Рауль Мендес (1 эпизод)                          |